# Room to Breathe
Room to Breathe è un album in studio della cantante di musica country statunitense Reba McEntire, pubblicato nel 2003.

## Tracce
1. Secret – 3:22 (Lisa Brokop, Ron Harbin, Cyril Rawson)
2. If I Had Any Sense Left at All – 4:00
3. My Sister – 3:59 (Bonnie Baker, Amy Dalley, Roxie Dean)
4. Once You've Learned to Be Lonely – 4:28 (Candy Cameron, Chip Davis, Sharon Vaughn)
5. Moving Oleta – 3:27 (Barry Dean)
6. Love Revival – 4:07 (Marc Harris, Leslie Satcher)
7. He Gets That from Me – 3:38 (Steven Dale Jones, Phillip White)
8. I'm Gonna Take That Mountain – 3:24 (Melissa Peirce, Jerry Salley)
9. Room to Breathe – 3:31 (D. Vincent Williams, Vicky McGehee)
10. Sky Full of Angels – 2:51 (Burton Collins, Clay Mills, Lisa Stewart)
11. Somebody – 3:50 (Dave Berg, Annie Tate, Sam Tate)
12. It Just Has to Be This Way (con Vince Gill) – 3:48 (Liz Hengber, James Dean Hicks, Anthony L. Smith)